# Album con le migliori prestazioni nella Billboard 200 negli anni 1990
Le seguenti liste elencano i dieci album più venduti negli Stati Uniti d'America durante ogni singolo anno dell'ultimo decennio del XX secolo, secondo i dati raccolti dalla rivista Billboard. Le liste di seguito riportate corrispondono alle prime dieci posizioni delle classifiche di fine anno dei vari anni della Billboard 200, la Billboard 200 Year-End, le quali sono basate su un sistema a punti popolato dalle settimane passate nella classifica, la posizione massima raggiunta, le vendite e gli airplay. In considerazione dei vari parametri utilizzati, l’album con le migliori prestazioni non necessariamente coincide con l’album più venduto.

## 1990
| Posizione | Titolo                             | Artista        | Fonte |
| --------- | ---------------------------------- | -------------- | ----- |
| 1         | Janet Jackson's Rhythm Nation 1814 | Janet Jackson  | [ 1 ] |
| 2         | ...But Seriously                   | Phil Collins   | [ 1 ] |
| 3         | Soul Provider                      | Michael Bolton | [ 1 ] |
| 4         | Pump                               | Aerosmith      | [ 1 ] |
| 5         | Please Hammer Don't Hurt 'Em       | MC Hammer      | [ 1 ] |
| 6         | Forever Your Girl                  | Paula Abdul    | [ 1 ] |
| 7         | Dr. Feelgood                       | Mötley Crüe    | [ 1 ] |
| 8         | The End of the Innocence           | Don Henley     | [ 1 ] |
| 9         | Cosmic Thing                       | The B-52s      | [ 1 ] |
| 10        | Storm Front                        | Billy Joel     | [ 1 ] |

## 1991
| Posizione | Titolo                       | Artista           | Fonte |
| --------- | ---------------------------- | ----------------- | ----- |
| 1         | Mariah Carey                 | Mariah Carey      | [ 2 ] |
| 2         | No Fences                    | Garth Brooks      | [ 2 ] |
| 3         | Shake Your Money Maker       | The Black Crowes  | [ 2 ] |
| 4         | Gonna Make You Sweat         | C+C Music Factory | [ 2 ] |
| 5         | Wilson Phillips              | Wilson Phillips   | [ 2 ] |
| 6         | To the Extreme               | Vanilla Ice       | [ 2 ] |
| 7         | Please Hammer Don't Hurt 'Em | MC Hammer         | [ 2 ] |
| 8         | The Immaculate Collection    | Madonna           | [ 2 ] |
| 9         | Empire                       | Queensrÿche       | [ 2 ] |
| 10        | I'm Your Baby Tonight        | Whitney Houston   | [ 2 ] |

## 1992
| Posizione | Titolo                  | Artista         | Fonte |
| --------- | ----------------------- | --------------- | ----- |
| 1         | Ropin' the Wind         | Garth Brooks    | [ 3 ] |
| 2         | Dangerous               | Michael Jackson | [ 3 ] |
| 3         | Nevermind               | Nirvana         | [ 3 ] |
| 4         | Some Gave All           | Billy Ray Cyrus | [ 3 ] |
| 5         | Achtung Baby            | U2              | [ 3 ] |
| 6         | No Fences               | Garth Brooks    | [ 3 ] |
| 7         | Metallica               | Metallica       | [ 3 ] |
| 8         | Time, Love & Tenderness | Michael Bolton  | [ 3 ] |
| 9         | Too Legit to Quit       | MC Hammer       | [ 3 ] |
| 10        | Totally Krossed Out     | Kris Kross      | [ 3 ] |

## 1993
| Posizione | Titolo                                   | Artista             | Fonte |
| --------- | ---------------------------------------- | ------------------- | ----- |
| 1         | The Bodyguard: Original Soundtrack Album | AA.VV.              | [ 4 ] |
| 2         | Breathless                               | Kenny G             | [ 4 ] |
| 3         | Unplugged                                | Eric Clapton        | [ 4 ] |
| 4         | janet.                                   | Janet Jackson       | [ 4 ] |
| 5         | Some Gave All                            | Billy Ray Cyrus     | [ 4 ] |
| 6         | The Chronic                              | Dr. Dre             | [ 4 ] |
| 7         | Pocket Full of Kryptonite                | Spin Doctors        | [ 4 ] |
| 8         | Ten                                      | Pearl Jam           | [ 4 ] |
| 9         | The Chase                                | Garth Brooks        | [ 4 ] |
| 10        | Core                                     | Stone Temple Pilots | [ 4 ] |

## 1994
| Posizione | Titolo                             | Artista        | Fonte |
| --------- | ---------------------------------- | -------------- | ----- |
| 1         | The Sign                           | Ace of Base    | [ 5 ] |
| 2         | Music Box                          | Mariah Carey   | [ 5 ] |
| 3         | Doggystyle                         | Snoop Dogg     | [ 5 ] |
| 4         | The Lion King Original Soundtrack  | AA.VV.         | [ 5 ] |
| 5         | August and Everything After        | Counting Crows | [ 5 ] |
| 6         | Vs.                                | Pearl Jam      | [ 5 ] |
| 7         | Toni Braxton                       | Toni Braxton   | [ 5 ] |
| 8         | janet.                             | Janet Jackson  | [ 5 ] |
| 9         | Bat Out of Hell II: Back into Hell | Meat Loaf      | [ 5 ] |
| 10        | The One Thing                      | Michael Bolton | [ 5 ] |

## 1995
| Posizione | Titolo                            | Artista               | Fonte |
| --------- | --------------------------------- | --------------------- | ----- |
| 1         | Cracked Rear View                 | Hootie & the Blowfish | [ 6 ] |
| 2         | The Hits                          | Garth Brooks          | [ 6 ] |
| 3         | II                                | Boyz II Men           | [ 6 ] |
| 4         | Hell Freezes Over                 | Eagles                | [ 6 ] |
| 5         | CrazySexyCool                     | TLC                   | [ 6 ] |
| 6         | Vitalogy                          | Pearl Jam             | [ 6 ] |
| 7         | Dookie                            | Green Day             | [ 6 ] |
| 8         | Throwing Copper                   | Live                  | [ 6 ] |
| 9         | Miracles: The Holiday Album       | Kenny G               | [ 6 ] |
| 10        | The Lion King Original Soundtrack | AA.VV.                | [ 6 ] |

## 1996
| Posizione | Titolo                                 | Artista               | Fonte |
| --------- | -------------------------------------- | --------------------- | ----- |
| 1         | Jagged Little Pill                     | Alanis Morisette      | [ 7 ] |
| 2         | Daydream                               | Mariah Carey          | [ 7 ] |
| 3         | Falling into You                       | Céline Dion           | [ 7 ] |
| 4         | Waiting to Exhale Original Soundtrack  | AA.VV.                | [ 7 ] |
| 5         | The Score                              | Fugees                | [ 7 ] |
| 6         | The Woman in Me                        | Shania Twain          | [ 7 ] |
| 7         | Fresh Horses                           | Garth Brooks          | [ 7 ] |
| 8         | Anthology 1                            | The Beatles           | [ 7 ] |
| 9         | Cracked Rear View                      | Hootie & the Blowfish | [ 7 ] |
| 10        | Mellon Collie and the Infinite Sadness | The Smashing Pumpkins | [ 7 ] |

## 1997
| Posizione | Titolo                        | Artista                 | Fonte |
| --------- | ----------------------------- | ----------------------- | ----- |
| 1         | Spice                         | Spice Girls             | [ 8 ] |
| 2         | Tragic Kingdom                | No Doubt                | [ 8 ] |
| 3         | Falling into You              | Céline Dion             | [ 8 ] |
| 4         | Space Jam Original Soundtrack | AA.VV.                  | [ 8 ] |
| 5         | Pieces of You                 | Jewel                   | [ 8 ] |
| 6         | Blue                          | LeAnn Rimes             | [ 8 ] |
| 7         | Bringing Down the Horse       | The Wallflowers         | [ 8 ] |
| 8         | Life After Death              | The Notorious B.I.G.    | [ 8 ] |
| 9         | Secrets                       | Toni Braxton            | [ 8 ] |
| 10        | No Way Out                    | Puff Daddy & the Family | [ 8 ] |

## 1998
| Posizione | Titolo                             | Artista         | Fonte |
| --------- | ---------------------------------- | --------------- | ----- |
| 1         | Titanic                            | James Horner    | [ 9 ] |
| 2         | Let's Talk About Love              | Céline Dion     | [ 9 ] |
| 3         | Sevens                             | Garth Brooks    | [ 9 ] |
| 4         | Backstreet Boys                    | Backstreet Boys | [ 9 ] |
| 5         | Come On Over                       | Shania Twain    | [ 9 ] |
| 6         | Yourself or Someone Like You       | Matchbox Twenty | [ 9 ] |
| 7         | City of Angels Original Soundtrack | AA.VV.          | [ 9 ] |
| 8         | Big Willie Style                   | Will Smith      | [ 9 ] |
| 9         | Savage Garden                      | Savage Garden   | [ 9 ] |
| 10        | Spiceworld                         | Spice Girls     | [ 9 ] |

## 1999
| Posizione | Titolo                | Artista         | Fonte  |
| --------- | --------------------- | --------------- | ------ |
| 1         | Millennium            | Backstreet Boys | [ 10 ] |
| 2         | ...Baby One More Time | Britney Spears  | [ 10 ] |
| 3         | Come On Over          | Shania Twain    | [ 10 ] |
| 4         | *NSYNC                | 'N Sync         | [ 10 ] |
| 5         | Ricky Martin          | Ricky Martin    | [ 10 ] |
| 6         | Double Live           | Garth Brooks    | [ 10 ] |
| 7         | Americana             | The Offspring   | [ 10 ] |
| 8         | Wide Open Spaces      | Dixie Chicks    | [ 10 ] |
| 9         | Significant Other     | Limp Bizkit     | [ 10 ] |
| 10        | FanMail               | TLC             | [ 10 ] |